# Reetta Hurske
Reetta Sofi Kaarina Hurske (née le 15 mai 1995 à Ikaalinen) est une athlète finlandaise, spécialiste du 100 mètres haies.

## Carrière
Elle participe au Festival olympique de la jeunesse européenne 2011 et se classe 7e du 100 m haies.
En 2013, aux Championnats d'Europe juniors, Reetta Hurske atteint la finale du 100 m haies (5e) et du relais 4 x 100 m (7e) et participe aux concours de qualifications du saut en longueur (22e).
L'année suivante, elle abaisse son record personnel à 13 s 30 en demi-finale des championnats du monde juniors à Eugene, et termine 7e de la finale.
En 2016, elle établit en séries des Championnats d'Europe d'Amsterdam son record à 13 s 16 (+1,3 m/s) mais termine à la dernière place de sa demi-finale (13 s 40).
L'année suivante, elle est sélectionnée pour les Championnats d'Europe en salle à Belgrade, mais est disqualifiée pour faux-départ en séries. Lors de la saison estivale, elle est finaliste des Championnats d'Europe espoirs (5e) et termine deuxième des championnats nationaux derrière Nooralotta Neziri.
2e des championnats nationaux en salle sur 60 m haies en 8 s 12, record personnel, elle est demi-finaliste aux Championnats du monde en salle de Birmingham en mars suivant (8 s 20). Sur 100 m haies, elle retranche 5 centièmes à son record, désormais de 13 s 11, mais échoue une nouvelle fois au stade des demi-finales lors des Championnats d'Europe de Berlin.
Le 6 février 2019, à Toruń, elle descend pour la première fois sous les 8 secondes au 60 m haies, en courant 7 s 99 puis 7 s 98. Onze jours plus tard, aux championnats nationaux en salle à Kuopio, elle termine 2e de la finale en 7 s 97, égalant le record de Finlande de Nooralotta Neziri établit en 2015, mais est battue dans la course par Neziri elle-même, qui est donc chronométrée de 7 s 97 également. Les deux Finlandaises sont donc cotitulaires du record national, établi dans deux courses différentes.
Le 3 mars 2019, elle termine au pied du podium des championnats d'Europe en salle de Glasgow en 8 s 02, à deux centièmes de la médaille de bronze remportée par Elvira Herman (8 s 00).
Le 5 juin, elle améliore son record à 13 s 10 à Lahti, qu'elle porte la semaine suivante à 13 s 04 à Turku. Le 19, elle descend pour la première fois sous la barrière des 13 secondes à Jyväskylä en réalisant 12 s 86, mais ce temps ne peut être homologué en raison d'un vent trop élevé (+2,3 m/s). Finalement, elle réalise un chrono sous les 13s de manière légale le 30 juin à La Chaux-de-Fonds, en Suisse, avec 12 s 99 pour un vent de +1,2 m/s.
Elle compte par ailleurs trois autres chrono trop ventés, à Kuortane en 12 s 99 (+2,4 m/s), La Chaux-de-Fonds en 12 s 86 (+3,1 m/s) et à Tampere en 12 s 92 (+2,2 m/s). Le 17 juillet, elle améliore son record de deux centièmes, en 12 s 97 (+2,0 m/s), à Lapinlahti.
Le 11 juillet, elle décroche la médaille d'argent de l'Universiade d'été en 13 s 02, derrière l'Italienne Luminosa Bogliolo (12 s 79).
Le 24 juillet, lors du Motonet GP de Joensuu, elle bat son record personnel par deux fois: auteure de 12 s 96 (+1,2) en séries, elle réalise la performance de 12 s 78 (+1,3) lors de la finale, un temps inférieur au record de Finlande de Nooralotta Neziri (12 s 81) en 2016, mais elle termine 3e de la course derrière Britany Anderson (12 s 70) et sa compatriote Annimari Korte, qui s'empare du record national avec 12 s 72. Hurske réalise ainsi les minimas pour les Jeux olympiques d'été de 2020.
Une semaine plus tard, elle remporte à Lappeenranta son premier titre national en 13 s 05 (-0,5).
Le 6 octobre, pour sa 30e course de la saison estivale, elle termine à la cinquième place de sa demi-finale des Championnats du monde de Doha en 13 s 24 et ne se qualifie pas pour la finale.
En 2020, lors d'une année tronquée par la pandémie de COVID-19, Reetta Hurske réalise 7 s 99 sur 60 m haies et 12 s 91 sur 100 m haies. Elle décroche la médaille de bronze aux championnats nationaux le 14 août à Turku en 13 s 02.
En 2021, la Finlandaise ne descend qu'une seule fois sous les 13 secondes, en 12 s 96 lors de sa course de rentrée à Jyväskylä le 2 juin. Sélectionnée pour ses premiers Jeux olympiques à Tokyo, elle ne passe pas le cap du premier tour (6e de sa série en 13 s 10).

### Saison record, titre européen en salle (2023)
En 2022, Reetta Hurske améliore son record en salle à 7 s 93 par deux fois, et se rapproche du record national de Neziri de deux centièmes. Elle est par ailleurs vainqueure à Berlin et Łódź, et deuxième à Liévin, Düsseldorf, Toruń et Madrid. Elle termine à la 2e place du classement du Circuit mondial en salle de l'IAAF avec 21 points, à 1 unité de la Bahaméenne Devynne Charlton.  
En plein air, elle commence sa saison par trois victoires, à Savone (12 s 94), Lahti (12 s 92) et Tampere (12 s 93). Le 2 juillet, elle s'impose à Tomblaine en réalisant son meilleur temps de la saison en 12 s 88 mais deux semaines plus tard, aux Championnats du monde de Eugene, elle échoue à courir sous les 13 secondes et termine dernière de sa demi-finale en 13 s 15. Le mois suivant, elle termine 9e des Championnats d'Europe de Münich en 12 s 95, et manque la qualification pour la finale d'une place.  

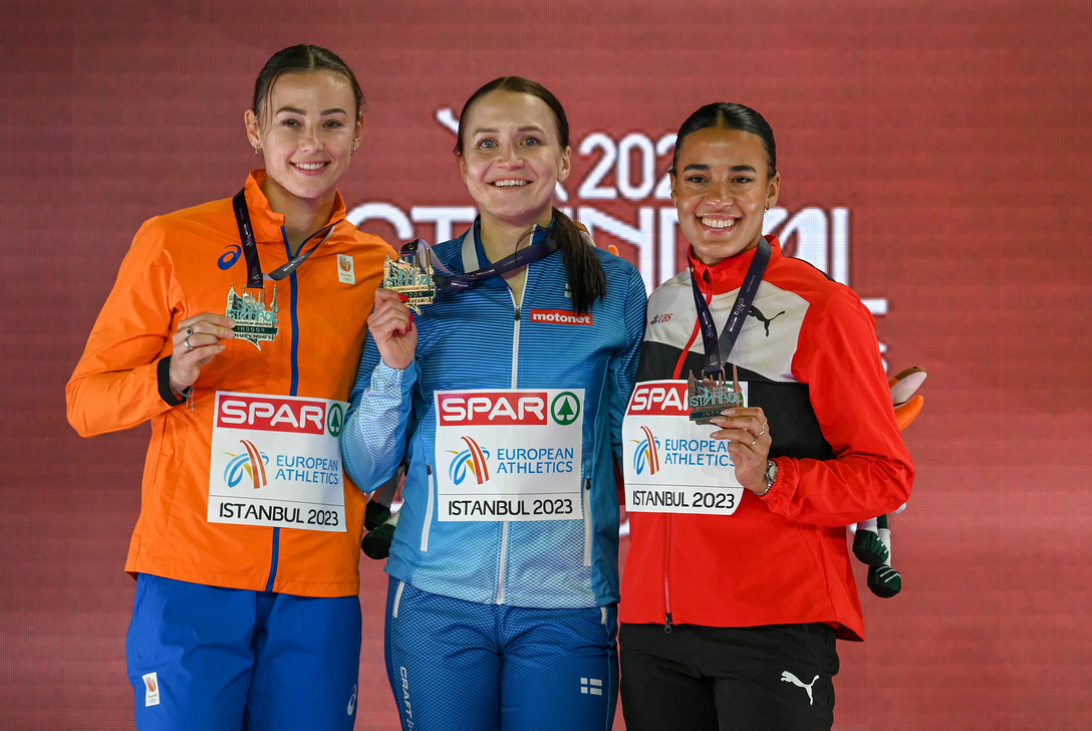
Podium des Championnats d'Europe d'athlétisme en salle 2023.

En 2023, Reetta Hurske entre dans une nouvelle dimension: débutant sa saison le 14 janvier à Tampere, elle bat dès sa première course son record personnel et le record de Finlande de Neziri en réalisant 7 s 90. Deux semaines plus tard, à Düsseldorf, elle améliore cette marque par deux fois, courant en séries en 7 s 88 puis en 7 s 86 en finale.  
La semaine suivante, à Val-de-Reuil, elle confirme avec 7 s 88 puis 7 s 87, avant de battre à Łódź, le 8 février, son record national pour la quatrième fois de l'hiver: après un temps de 7 s 89 en séries, elle explose en finale sa marque de référence en 7 s 81, et termine 2e de la course derrière la championne d'Europe Pia Skrzyszowska (7 s 79). 
Le 19 février, elle remporte les championnats de Finlande en 7 s 83, le deuxième meilleur chrono de sa carrière, après les faux-départs de ses deux rivales Annimari Korte et Lotta Harala, précédé d'un 7 s 85 en séries. Avec le forfait de sa rivale Skryzszowksa, Reetta Hurske apparaît comme la grande favorite pour l'Euro indoor à Istanbul. 
Lors des Championnats d'Europe en salle, les 4 et 5 mars dans la capitale Turque, Reetta Hurske devient championne d'Europe en s'imposant en finale en 7 s 79, record personnel et national égalé, devant ses rivales annoncées la double tenante du titre néerlandaise Nadine Visser (7 s 84) et la Suissesse Ditaji Kambundji (7 s 91). Vainqueur également de sa série (7 s 93) et de sa demi-finale (7 s 85), la Finlandaise s'offre le premier titre international de sa carrière, et conclut une saison avec 16 courses (sur 17, séries et finales comprises) sous les 8 secondes.
Elle commence sa saison estivale par une 6e place en 12 s 92 (+ 1,1 m/s) au Meeting de Doha, première étape de la Ligue de diamant, puis remporte le 24 mai le Meeting de Savone en 12 s 80 (+ 2,0 m/s), le second meilleur résultat de sa carrière. Le 7 juin, lors du Jyväskylä Motonet GP à Jyväskylä, elle bat lors des séries le record de Finlande du 100 m haies en 12 s 70 (+ 0,9 m/s), minimas pour les championnats du monde 2023 et les Jeux olympiques 2024. Elle remporte ensuite la finale en 12 s 80 (+ 0,3 m/s).

## Palmarès
| Date | Compétition                                  | Lieu                               | Résultat | Épreuve     | Temps   |
| ---- | -------------------------------------------- | ---------------------------------- | -------- | ----------- | ------- |
| 2011 | Festival olympique de la jeunesse européenne | Trabzon                            | 7e       | 100 m haies | 13 s 85 |
| 2013 | Championnats d'Europe juniors                | Rieti                              | 5e       | 100 m haies | 13 s 53 |
| 2013 | Championnats d'Europe juniors                | Rieti                              | 7e       | 4 × 100 m   | 47 s 18 |
| 2014 | Championnats du monde juniors                | Eugene                             | 7e       | 100 m haies | 13 s 69 |
| 2017 | Championnats d'Europe espoirs                | Bydgoszcz                          | 5e       | 100 m haies | 13 s 32 |
| 2019 | Championnats d'Europe en salle               | Glasgow                            | 4e       | 60 m haies  | 8 s 02  |
| 2019 | Universiade                                  | Naples                             | 2e       | 100 m haies | 13 s 02 |
| 2022 | Circuit mondial en salle de l'IAAF           | Circuit mondial en salle de l'IAAF | 2e       | 60 m haies  | 20 pts  |
| 2023 | Championnats d'Europe en salle               | Istanbul                           | 1re      | 60 m haies  | 7 s 79  |

### National
- 3 titres au 100 m haies : 2019, 2023, 2024.
- 2 titres au 60 m haies : 2023, 2024.

## Records
| Épreuve     | Temps       | Lieu            | Date                        |
| ----------- | ----------- | --------------- | --------------------------- |
| 60 m haies  | 7 s 79 (RN) | Madrid Istanbul | 22 février 2023 5 mars 2023 |
| 100 m haies | 12 s 68     | Kuortane        | 22 juin 2024                |